# 탄자니아 촌락박물관
탄자니아 촌락박물관(영어: The Village Museum)은 탄자니아 각지의 부족들의 전통적인 주거생활을 재현한 곳으로, 민속무용과 민속공예품을 볼 수 있다. 또힐 그중 마콘데는 모잠비크와의 국경 부근에서 살고 있는 마콘데 족에게 오랜 옛날부터 전해온 조각으로 흑단을 조각한 작품이다. 그리고 동물의 가죽 및 상아는 야생동물보호조약 때문에 외국으로 반출하지 못하도록 되어 있다.